# Timur Chamsatowitsch Muzurajew
Timur Chamsatowitsch Muzurajew (russisch Тимур Хамзатович Муцураев; * 25. Juni 1976 in Nowyje Atagi bei Grosny) ist ein tschetschenischer Sänger und Kämpfer.

## Leben und Wirken
Muzurajew ist Sänger und spielt selbst Gitarre. Seine Lieder sind im Wesentlichen den Tschetschenienkriegen und der islamischen Religion gewidmet, aber auch der Liebe zur Frau und der Heimat. Er singt viele seiner Lieder in russischer Sprache, worin seine Popularität im post-sowjetischen Raum begründet ist. Muzurajew vertont Gedichte von Arslan Jartschijew sowie eigene Gedichte. 1991 wurde er tschetschenischer Meister in Karate. Er nahm am Ersten Tschetschenienkrieg auf der Seite Dudajews teil und wurde schwer verletzt.
Besonders bekannt wurde sein Lied Jerusalem, welches davon spricht, dass nur im Dschihad das Leben „klar werde“ sowie von der Hoffnung, die wieder eroberte al-Aqsa-Moschee in Jerusalem zu sehen. Unter anderem durch dieses Lied wurde Muzurajew zum Idol vieler unter derjenigen, die für die Unabhängigkeit Tschetscheniens eintraten. Jerusalem und ein weiteres Lied Schamil führt seine Truppen erklingen auch als Musik zum Film Wojna (2002) des russischen Regisseurs Alexej Balabanow.
Laut den Angaben der Seite nohchi.vu (vom 15. Mai 2008) kehrte Timur Muzurajew (bis zu dieser Zeit versteckte er sich vor der russischen Justiz in der Stadt Baku, Aserbaidschan) zurück nach Tschetschenien. Dort soll er sich mit dem Präsidenten Kadyrow getroffen haben. Später wurden die Angaben über das Treffen von der meldenden Agentur widerrufen. Im Mai/Juni 2008 machte Timur Muzurajew zwei Audio-Aufnahmen in tschetschenischer Sprache, in welchen er bestätigte, sich mit dem Präsidenten Kadyrow getroffen zu haben. Im August 2008 kam eine Video-Aufnahme von Timur Muzurajew heraus, ebenfalls in tschetschenischer Sprache.
21 Lieder von Muzurajew wurden am 14. April 2010 vom städtischen Gericht der Stadt Jurga als extremistisch eingestuft und sind deshalb vom Justizministerium der Russischen Föderation verboten worden. Sie dürfen weder hergestellt, aufbewahrt noch verbreitet werden. Zum größten Teil gilt das Verbot, da die Gedichte von Aslan Jaritschew verwendet werden. Alle Lieder von Muzurajew sind aber weiterhin im Internet öffentlich zugänglich.